# فابائو (بازیکن فوتبال)
فابائو (فوتبالیست) (به پرتغالی: José Fábio Alves Azevedo) مدافع اهل برزیل است که در شهر Vera Cruz و در تاریخ ۱۵ ژوئن ۱۹۷۶ به دنیا آمده‌است.
فابائو (فوتبالیست) در تیم‌های فوتبال Bahia ،فلامینگو،باشگاه فوتبال رئال بتیس،باشگاه فوتبال کوردوبا، Goiás و سائوپائولو سابقهٔ حضور دارد.